# 24709 Mitau
24709 Mitau este un asteroid din centura principală de asteroizi.

## Descriere
24709 Mitau este un asteroid din centura principală de asteroizi. A fost descoperit pe 6 august 1991 la Observatorul La Silla de Eric Walter Elst. Asteroidul prezintă o orbită caracterizată de o semiaxă mare de 3,05 ua, o excentricitate de 0,15 și o înclinație de 2,6° în raport cu ecliptica.